# Copernicon
Festiwal Gier i Fantastyki Copernicon – cykliczna impreza skupiająca miłośników fantastyki, gier i popkultury. Konwent organizowany jest od roku 2010 w Toruniu, wcześniej, w latach 1998–1999 odbywał się pod nazwą "Konwent Miłośników Fantastyki Copernicon".

## Historia
W marcu 1998 roku powstał w Toruniu Toruński Klub Fantastyki Mithost. W grudniu tego samego roku zorganizowany został pierwszy Copernicon. Rok później Copernicon stał się imprezą ogólnopolską.
W kolejnym roku organizatorzy postanowili zmienić nazwę swojego sztandarowego konwentu na Ogólnopolski Konwent Miłośników Fantastyki Zahcon, zaś sam Copernicon miał stać się nieregularnym, lokalnym, małym konwentem.
W roku 2010 na wieść o tym, że Zahcon się nie odbędzie, powstające Stowarzyszenie Gier i Fantastyki „Perła Imperium” zdecydowało się na organizację ogólnopolskiego konwentu pod nazwą Copernicon. Po zorganizowaniu dwóch edycji festiwalu stowarzyszenie sparaliżowały konflikty wewnętrzne, w efekcie czego nie mogło ono kontynuować prac nad konwentem.
W roku 2012 prace nad organizacją Coperniconu przejęło nowe Stowarzyszenie Miłośników Gier i Fantastyki Thorn.

## Termin
Copernicon to cykliczna impreza odbywająca się od 1998 roku. Od 2013 roku konwent odbywa się we wrześniu, z wyjątkiem roku 2020, w którym impreza została odwołana ze względu na pandemię COVID-19. Copernicon trwa zawsze trzy dni, od piątku do niedzieli. W poprzednich latach konwent odbywał się nieregularnie, w różnych miesiącach.

## Bloki programowe
Program konwentu składa się z 11 bloków tematycznych, które umożliwiają uczestnikom wzięcie udziału w różnorodnych atrakcjach i wydarzeniach.
Wśród bloków programowych znajdują się między innymi bloki poświęcone literaturze, filmom i serialom, grom planszowym i elektronicznym, komiksom oraz fantastyce dalekowschodniej. Uczestnicy mają także możliwość wzięcia udziału w panelach dyskusyjnych, prelekcjach, konkursach oraz warsztatach prowadzonych przez gości specjalnych, którzy reprezentują wiele różnych dziedzin fantastyki.

### Blok Popkulturowy
Blok popkulturowy to segment konwentu, który oferuje szereg prelekcji, paneli dyskusyjnych oraz spotkań z ekspertami, blogerami i znawcami z dziedziny popkultury.
Program obejmuje szeroki wachlarz tematów, takich jak kinematografia, seriale telewizyjne i komiksy, zarówno te kultowe, jak i nowości. Dyskusje dotyczą uniwersów Marvela i DC Comics, a także innych aspektów popkultury.

### Blok Gier Elektronicznych
Blok Gier Elektronicznych to program wydarzeń dedykowany szeroko pojętej cyfrowej rozrywce, obejmującej zarówno gry nowoczesne, jak i retro, mobilne oraz stacjonarne. Wydarzenie przeznaczone zarówno dla graczy, jak i twórców gier, którzy mają okazję wymienić się doświadczeniami i wiedzą na temat branży.
W ramach Bloku Gier Elektronicznych uczestnicy mają możliwość spotkania z osobistościami ze świata e-sportu oraz twórcami gier, co pozwala na zdobycie wiedzy na temat zawodowego grania i procesu tworzenia gier. Wydarzenie oferuje także możliwość wzięcia udziału w turniejach oraz prelekcjach, gdzie uczestnicy mogą nauczyć się o najnowszych trendach i technologiach w branży gier.

### Blok Gier Karcianych
Blok Gier Karcianych to część konwentu dedykowana miłośnikom gier karcianych, takich jak Magic: the Gathering, Pokemon, Dragon Ball Super Card Game czy Władca Pierścieni. Wydarzenie to przyciąga zarówno doświadczonych graczy, jak i tych, którzy chcą poznać tajniki tego rodzaju rozrywki.
W ramach bloku uczestnicy mają okazję wziąć udział w turniejach oraz rozgrywkach, a także uczestniczyć w warsztatach, podczas których mogą nauczyć się zasad i strategii poszczególnych gier. Wydarzenie oferuje także możliwość spędzenia czasu ze znajomymi oraz innymi miłośnikami gier karcianych, dzięki czemu uczestnicy mogą nawiązać nowe znajomości i wymienić się doświadczeniami.

### Gamesroom
Gamesroom to strefa zabawy dostępna dla uczestników konwentu 24 godziny na dobę, w której można cieszyć się grami planszowymi, karcianymi i innymi rodzajami gier. W ramach Gamesroom uczestnicy mają możliwość wypożyczenia gier z bezpłatnej wypożyczalni oraz zapoznania się z nowościami wydawniczymi.

### Blok Popularnonaukowy
Celem bloku popularnonaukowego jest popularyzacja nauki oraz przedstawianie najnowszych osiągnięć z różnych dziedzin wiedzy w przystępny sposób. Wydarzenia te mają na celu zwiększenie zrozumienia nauki i inżynierii, a także promowanie krytycznego myślenia w ocenie informacji.
W ramach bloku popularnonaukowego uczestnicy mają okazję uczestniczyć w prelekcjach, warsztatach i panelach dyskusyjnych prowadzonych przez ekspertów, naukowców i popularyzatorów nauki.

### Blok Literacki
Blok literacki to część konwentu poświęcona szeroko pojętej literaturze, w której uczestnicy mają okazję uczestniczyć w spotkaniach autorskich, rozmowach, panelach dyskusyjnych, prelekcjach i wykładach. Wydarzenie to pozwala na zgłębienie tematów związanych z fantastyką polską i światową, a także na poznanie funkcjonowania rynku wydawniczego.

### Blok LARP
Blok LARP to część konwentu skierowana do miłośników improwizowanego teatru wyobraźni, w którym uczestnicy wcielają się w różne role, przenosząc się na chwilę do innego świata. Wydarzenie to przyciąga zarówno osoby, które nigdy wcześniej nie brały udziału w tego rodzaju grach, jak i doświadczonych larperów.

### Blok RPG
Blok RPG to część konwentu poświęcona grom fabularnym, w którym uczestnicy mogą dzielić się swoimi doświadczeniami oraz uczestniczyć w prelekcjach, panelach i warsztatach związanych z RPG. Wydarzenie ma na celu pogłębienie wiedzy uczestników, wymianę spostrzeżeń oraz rozwijanie umiejętności zarówno graczy, jak i mistrzów gry.

### Blok Kultury Azjatyckiej
Blok Kultury Azjatyckiej to część konwentu dedykowana miłośnikom kultury wschodniej oraz tym, którzy chcą poznać jej urok i zanurzyć się w różnorodności azjatyckich tradycji. W ramach tego bloku uczestnicy mogą zgłębiać tematy związane z mangą, anime, manhuą, manhwą oraz innymi aspektami kultury popularnej w Azji. Wydarzenie to pozwala również na odkrywanie muzyki jpop i kpop, a także na zapoznanie się z różnorodnością azjatyckich dram, takich jak kdramy, jdramy czy lakorny.

### Blok Cosplay
Blok Cosplay to sekcja konwentu, która poświęcona jest sztuce cosplayu – tworzeniu, noszeniu i prezentacji kostiumów inspirowanych postaciami z książek, filmów, seriali i gier. Jest to miejsce, gdzie uczestnicy mogą zdobyć wiedzę na temat różnych technik i materiałów wykorzystywanych w tworzeniu kostiumów, takich jak pianki, worbla, wikol, peruki czy lateks.

### Kino w Dworze Artusa
Kino konwentowe umiejscowione jest w zabytkowym budynku Dworu Artusa na starówce toruńskiej. W ciągu całego festiwalu uczestnicy mają możliwość oglądania filmów, które łączy wspólny motyw przewodni. Repertuar obejmuje zarówno popularne i cenione tytuły, jak i te mniej znane, ale warte odkrycia.

## Edycje

### 1998
12 grudnia 1998 – pierwsza edycja Konwentu Miłośników Fantastyki Copernicon organizowana przez Toruński Klub Fantastyki Mithost. Impreza lokalna.

### 1999
25-26 września 1999 – druga edycja Konwentu Miłośników Fantastyki Copernicon organizowana przez Toruński Klub Fantastyki Mithost. Impreza odbyła się w toruńskim Forcie IV, części Twierdzy Toruń. Wśród atrakcji znalazły się konkursy, manga room i turnieje, m.in. w Magic: The Gathering, Warhammer Fantasy Battle, Warhammer 40000 i Magia i Miecz. Odbył się także LARP w konwencji fantasy.

### 2010
15–17 października 2010 – pierwsza edycja Festiwalu Gier i Fantastyki Copernicon. Impreza organizowana przez Stowarzyszenie Gier i Fantastyki „Perła Imperium”. Konwent odbywał się na terenie Zespołu Szkół nr 10, przy Placu
Świętej Katarzyny (tuż przy toruńskiej starówce). Gośćmi pierwszej edycji byli m.in. Jarosław Błotny, Anna Brzezińska, Andrzej Ciosański, kapitan Zamku Chojnik Jędrkiem zwany, Stefan Darda, Łukasz Orbitowski i Rafał W. Orkan. Program festiwalu podzielony był na bloki: LARP i Jeepform, RPG, Prelekcje, Manga Room, Games Room, Video Room i sala Star Wars. Podczas konwentu odbywały się także premiery gier, książek, pokazy rycerskie i fireshow. Impreza odbywała się w konwencji „Twierdza Toruń”.

### 2011
14–16 października 2011 – druga edycja Festiwalu Gier i Fantastyki Copernicon. Impreza organizowana przez Stowarzyszenie Gier i Fantastyki „Perła Imperium”. Szkoła konwentowa była w tym roku umiejscowiona na obrzeżach miasta. Ta edycja Coperniconu zebrała 770 uczestników z całej Polski. W jej ramach przeprowadzono blisko 500 godzin punktów programu, festiwal odwiedziło 32 gości, w tym jeden zagraniczny, Mike Pohjola, twórca gier RPG, LARPów i pisarz. Jednym z autorów obecnych podczas konwentu był Andrzej Sapkowski. Copernicon dzielił się na kilka bloków programowych, w tym popularnonaukowy, RPG i LARP, Prelekcyjny, Video Room, Games Room i inne. Impreza odbywała się w konwencji „Steampunk”.

### 2012
5–7 października 2012 – trzecia edycja Festiwalu Gier i Fantastyki Copernicon przygotowana została przez Stowarzyszenie Miłośników Gier i Fantastyki Thorn. Impreza odbyła się w czterech głównych lokalizacjach: trzech, w których odbyły się atrakcje konwentowe, oraz w Szkole przeznaczonej na budynek sypialny dla uczestników. Były to Collegium Maius UMK, Dwór Artusa, Zamek Krzyżacki i Szkoła Podstawowa numer 13, wszystkie znajdujące się na Starym Mieście. Konwencją festiwalu była „Apokalipsa”. Trzecia edycja Coperniconu była pierwszą, na którą zaakredytowało się ponad 1000 osób. Konwent odwiedzili między innymi Jarosław Błotny, Piotr W. Cholewa, Jakub Ćwiek, Aneta Jadowska i Stanisław Mąderek. Podobnie jak dotychczas, konwent dzielił się na bloki programowe, takie jak blok RPG, LARP, naukowy, literacki, konkursowy, Japan-Anime-Manga, Star Wars, karcianki, bitewniaki, gier video czy popkulturowy. Podczas imprezy odbyły się także pokazy rycerskie, fireshow oraz turniej o tytuł Mistrza Twierdzy Toruń w trzech kategoriach: Najlepszy Mistrz Gry, Najlepsza autorska gra fabularna oraz Najlepszy Jeepform, gdzie Jury postanowiło zmienić regulamin i wręczyć statuetkę dla najlepszego gracza na jeepie.

### 2013
Czwarta edycja Coperniconu odbyła się 13–15 września 2013 roku w Collegium Maius i Collegium Minus Uniwersytetu Mikołaja Kopernika w Toruniu, zaś jako jej konwencję przyjęto high fantasy. Gośćmi tej edycji festiwalu byli: Katarzyna Czajka, Jakub Ćwiek, Agnieszka Hałas, Marek S. Huberath, Jacek Inglot, Aneta Jadowska, Daniel Lelek, Stanisław Mąderek, Ilona Myszkowska, Krzysztof Piskorski, Tadeusz Raczkiewicz, Witold Vargas oraz Andrzej Zimniak. Podczas festiwalu odbyły się prelekcje, gry, warsztaty, pokazy, konkursy i inne atrakcje w ramach bloków: literacko-komiksowego, popkulturowego, konkursowego, RPG, sesji RPG, mangi & anime, dziecięcego, planszówkowego, okołofestiwalowego, Star Wars, gier bitewnych, naukowym, LARP, post-apo, konsolowym oraz bloku innych atrakcji. Festiwal odwiedziło ponad 1200 osób.

### 2014
Kolejna edycja festiwalu została odbyła się 19–21 września 2014 w Collegium Maius i Collegium Minus UMK, Młodzieżowym Domu Kultury oraz Centrum Sztuki Współczesnej „Znaki Czasu” w Toruniu. Gośćmi tej edycji festiwalu m.in. byli: Katarzyna Babis, Ewa Białołęcka, Bartek Biedrzycki, Katarzyna Czajka-Kominiarczuk, Jakub Dębski, Dariusz Domagalski, Olga Gromyko, Agnieszka Hałas, Jacek Inglot, Aneta Jadowska, Anna Kańtoch, Jacek Komuda, Stanisław Mąderek, Ilona Myszkowska, Konrad Okoński, Dominika Oramus, Marek Oramus, Jacek Piekara Dominik Sokołowski, Michał Stachyra, Witold Vargas, Marcin Wełnicki i Andrzej Zimniak. Podczas festiwalu odbyło się około 600 godzin programu w tym prelekcje, gry, warsztaty, pokazy i konkursy turnieje. Festiwal odwiedziło ponad 2000 uczestników.

### 2015
Copernicon 2015 odbył się w dniach 18–20 września w Toruniu, w budynkach Collegium Maius i Collegium Minus UMK i Centrum Sztuki Współczesnej „Znaki Czasu”. Konwencją festiwalu byli „Piraci”. Tegoroczny festiwal był połączony ze zlotem miłośników Gwiezdnych wojen Star Force. Gośćmi festiwalu byli m.in. Naomi Novik, Mark Hodder, Ewa Białołęcka, Dariusz Domagalski, Aneta Jadowska i Rafał W. Orkan.

### 2016
Copernicon 2016 odbył się w dniach 16–18 września 2016 roku w Toruniu. Konwencją festiwalu było science-fiction. Gośćmi byli m.in. Maja Lidia Kossakowska, Andrzej Pilipiuk, Paweł Majka, Konrad Okoński, Aneta Jadowska i Marek Oramus. W ramach festiwalu odbyło się wręczenie Nagrody literackiej im. Jerzego Żuławskiego i nagrody Quentin, oraz konkurs cosplay. Przy okazji tej edycji festiwalu odbyła się także 1. edycja konkursu literackiego „O pióro Metatrona”.

### 2017
Copernicon 2017 odbył się w dniach 22–24 września. Konwencją festiwalu było „urban fantasy”. Wśród kilkudziesięciu gości festiwalu byli m.in. pisarze Andrzej Pilipiuk, Robert M. Wegner i Łukasz Orbitowski, osobistości internetowe takie jak Jakub “Dem” Dębski czy Katarzyna Czajka-Kominiarczuk oraz komiksiarze – np. Katarzyna Babis i Ilona Myszkowska. Podczas Coperniconu odbywa się także uroczystość wręczenia nagrody literackiej im. Jerzego Żuławskiego oraz ogólnopolska konferencja naukowa.

### 2018
Copernicon 2018 odbył się w dniach 14–16 września, a konwencją festiwalu był "karnawał fantastyki". Jako goście Coperniconu pojawili się m.in. Michał Gołkowski, Paweł Majka, Witold Jabłoński, Grupa Filmowa Darwin, Bartek Sitek, Kamil "CTSG" Popielski.

### 2019
Copernicon 2019 odbywał się w dniach 13–15 września, a konwencją festiwalu był "karnawał wyobraźni". Wśród kilkudziesięciu gości festiwalu byli m.in. pisarze Michał Gołkowski, Robert M. Wegner, twórcy internetowi tacy jak Bartek Sitek, Grupa Filmowa Darwin, Mateusz Działowski, czy lektor Tomasz Knapik. Podczas Coperniconu odbył się również Turniej Rekonesansu Omszałych Lochów i Labiryntów, konkurs cosplay oraz pierwsze mistrzostwa Polski w Tetrisie klasycznym CTWC Poland.

### 2020
Z powodu pandemii koronawirusa konwent nie odbył się i został przełożony na 2021 rok.

### 2021
Copernicon 2021 wyjątkowo odbył się online na platformie Gather Town w dniach 24–26 września. Uczestnik tworzył swojego awatara i poruszał się nim po terenie wydarzenia niczym w grze online, nawiązując interakcje z napotkanymi osobami. Dla uczetsników na platformie online odtworzono takie miejsca jak Wydział Matematyki i Informatyki UMK, Dwór Artusa, Starówka Toruńska. Wśród gości pojawili się m.in. Michał Gołkowski, Guy Sclanders, Paweł Majka, Grupa Filmowa Darwin, Kasia Babis.

### 2022
Copernicon 2022 odbył się w dniach 16–18 września. Hasłem wydarzenia brzmiało "Wszyscy jesteśmy fantastyczni". Spośród gości pojawili się m.in. Michał Gołkowski, Grupa Filmowa Darwin, Robert M. Wegner, Krzysztof M. Maj, Jarosław Boberek, Dwóch Typów Podcast.